# Ајванхо (роман)
Ајванхо (енгл. Ivanhoe) је историјски роман шкотског писца Валтера Скота, први пут објављен у децембру 1819. у три тома. Ајванхо је означило помак од Скотове претходне праксе постављања прича у Шкотску и у ближу прошлост. Постао је један од Скотових најпознатијих и најутицајнијих романа.
Смештеном у средњовековну Енглеску, са живописним описима турнира, одметника, суђења вештици и подела између Јевреја и хришћана, Нормана и Саксонаца, роману су многи, укључујући Томаса Карлајла и Џона Раскина, приписали заслуге за повећање интересовања читалаца за витешке романе и медијевализам. Како је то рекао Џон Хенри Њуман, Скот је „први окренуо умове људи у правцу средњег века”. Ајванхо је такође заслужан за утицај на савремену популарну перцепцију историјских личности као што су краљ Ричард Лавље Срце, кнез Џон и Робин Худ.

## Радња

### Увод
Протагонисту Вилфреда од Ајванхоа је разбаштинио његов отац Седрик од Ротервуда зато што је подржао норманског краља Ричарда и што се заљубио у леди Ровену, Седрикову штићеницу и потомкињу саксонских краљева Енглеске. Седрик је планирао да се Ровена уда за моћног лорда Ателстана, претендента на енглеску круну по свом пореклу од последњег саксонског краља, Харолда Годвинсона. Ајванхо је у служби краља Ричарда у Трећем крсташком рату, одакле долазе вести да је играо запажену улогу у опсади Акре.
Књига почиње сценом норманских витезова и прелата који траже Седриково гостопримство. Тамо их води ходочасник, у то време познат само као поклоник. Исте ноћи, Исак од Јорка, јеврејски лихвар, тражи уточиште у Ротервуду на путу за турнир у Ашбију. После ноћног обеда, поклоник посматра једног од Нормана, темплара Бријана де Боа Гилбера, који издаје наређења својим сараценским војницима да заробе Исака.
Поклоник затим помаже Исаку да побегне из Ротервуда, а при томе му помаже свињар Гурт.
Исак од Јорка нуди да отплати свој дуг поклонику оклопом и ратним коњем са којима би могао да учествује на турниру у замку Ашби де ла Зуш, на основу његовог закључка да је поклоник заправо витез. Поклоник је изненађен, али прихвата понуду.

### Турнир
Турниром председава кнез Џон, брат краља Ричарда. Присуствују и Седрик, Ателстан, леди Ровена, Исак од Јорка, његова ћерка Ребека, Робин од Локслија и његови људи, кнежев саветник Валдемар Фицурзе и бројни нормански витезови.
Првог дана турнира, у појединачним надметањима, тајанствени витез, који се представља само као „Desdichado” (што на шпанском значи „искључен из наслеђа”), побеђује Боа Гилбера. Маскирани витез одбија да открије свој идентитет упркос захтеву кнеза Џона, али је ипак проглашен шампионом дана и дозвољено му је да изабере краљицу турнира. Он одаје ову част леди Ровени.
Другог дана, у борби, тајанствени витез је вођа једне стране, којој се супротстављају његови бивши противници. Његова страна се убрзо налази тешко притиснута и њега самог опседају вишеструки непријатељи све док га не спасе витез под надимком „Le Noir Faineant” („Црна Ленштина”), који након тога у тајности одлази. Када је приморан да се разоткрије како би примио своју коронету (почаст за шампиона), тајанствени витез је идентификован као Вилфред од Ајванхоа, који се вратио из крсташког рата. Ово изазива велико запрепашћење код кнеза Џона и његовог двора који се сада плаше неизбежног повратка краља Ричарда.
Ајванхо је тешко рањен на турниру, али његов отац не жели да му помогне. Уместо тога, Ребека, вешта лекарка, брине о њему, а затим убеђује свог оца да поведе Ајванхоа са њима у њихов дом у Јорку када буде спреман за то путовање. Последњег дана турнира Локсли показује подвиге у стреличарству, између осталог успевајући да стрелом расцепи врбов прут који је гађао. Вечера коју је кнез Џон приредио за локалне Саксонце завршава се увредама.

### Заробљавање и спасавање
У шумама између Ашбија и Јорка, Исака, Ребеку и рањеног Ајванхоа напуштају стражари, који се плаше разбојника и узимају све Исакове коње. Седрик, Ателстан и леди Ровена их сусрећу и пристају да путују заједно. Де Браси и његови пратиоци заробљавају целу дружину и одводе их у Торквилстон, замак Фрон де Бефа. Свињар Гурт и дворска луда Вамба успевају да побегну, а затим наилазе на Локслија, који планира акцију спасавања.
Црни витез, након што се преко ноћи склонио у колибу локалног фратра, светог попе из Копманхерста, добровољно се пријављује да помогне заробљеницима у Торквилстону. Робинови људи, међу њима и фратар и разни саксонски јомани, започињу опсаду замка. Унутар Торквилстона, де Браси изражава своју љубав према леди Ровени, али ова га одбија. Бријан де Боа Гилбер покушава да силује Ребеку, али је осујећен у свом науму. Затим покушава да је заведе, али она га одбија. Фрон де Беф покушава да извуче позамашан откуп од Исака од Јорка, али Исак одбија да плати осим ако његова ћерка не буде ослобођена.
Када опсадници доставе поруку да предају заробљенике, њихови нормански отмичари захтевају од свештеника да очита посмтрни обред Седрику; након чега Седрика луда Вамба улази у замак прерушен у свештеника и заузима место Седрика, који бежи и доноси важне информације опсадницима о снази гарнизона и његовом распореду. По одласку, Седрик упознаје саксонску старицу Улрику, која се заклиње да ће се осветити Фрон де Бефу и саветује Седрика да то каже опсадницима. Опсадници започињу јуриш на замак. Улрика, ћерка првобитног господара замка, лорда Торквилстона, пали замак као освету за смрт њеног оца. Фрон де Беф гине у пожару док се де Браси предаје Црном витезу, који се представља као краљ Ричард и ослобађа га. Боа Гилбер бежи са Ребеком, док Исака хвата фратар из Копманхерста. Леди Ровену спасава Седрик, док још увек рањеног Ајванхоа из запаљеног замка спасава краљ Ричард. У борби, Ателстан је рањен и проглашен мртвим док је покушавао да спасе Ребеку, коју је заменио за Ровену.

### Ребекино суђење
Након битке, Локсли је домаћин краљу Ричарду. Де Браси преноси информације кнезу Џону о повратку краља и паду Торквилстона. У међувремену, Боа Гилбер жури са својим заробљеницом до најближег темпларског храма, где се Лукас де Боманоар, велики мајстор Темплара, љути на Боа Гилберову заљубљеност и подвргава Ребеку „суђењу” за вештичарење. На тајни захтев Боа Гилбера, она бира суђење борбом; а Боа Гилбер, који се надао да ће се борити као Ребекин првак, је схрван када му велики мајстор нареди да се бори у име Темпелстова. Ребека тада пише свом оцу да јој нађе првака. Седрик организује Ателстанову сахрану у Конингсбургу, усред које стиже Црни витез са Ајванхоом. Седрик, који није био присутан на Локслијевој пијанки, није претерано расположен према витезу када сазна његов прави идентитет, али Ричард смирује Седрика и мири га са сином. Током овог разговора открива се да Ателстан није мртав, већ да су га монаси жељни новца за сахрану живог положили у ковчег. Због Седрикових поновних протеста, Ателстан се залаже за поштовање норманском краљу Ричарду и позива Седрика да дозволи Ровени да се уда за Ајванхоа, на шта Седрик коначно пристаје.
Убрзо након помирења, Ајванхо добија вести од Исака, који га моли да се бори у Ребекино име. Ајванхо, јашући дан и ноћ, стиже на време за суђење борбом; међутим, и коњ и човек су исцрпљени, са малим изгледима за победу. Два витеза јуришају један на другог копљима, а чини се да је Боа Гилбер у предности. Боа Гилбер и Ајванхо током првог надметања један другог обарају са коња. Ајванхо устаје да би брзо завршио борбу мачем; међутим, Боа Гилбер, који пати од унутрашњег сукоба између љубави према Ребеки и витешке части, умире од емоционалног немира.
Ајванхо и Ровена се венчавају и живе заједно дуг и срећан живот. У страху од даљег прогона, Ребека и њен отац планирају да напусте Енглеску и оду у Гранаду. Пре него што оде, Ребека долази Ровени убрзо после венчања да се свечано опрости од ње. Ајванхоова војна служба завршава се смрћу краља Ричарда пет година касније.

## Ликови
(главни ликови подебљаним словима)
- Седрик Саксонац, од Ротервуда
- Вилфред од Ајванхоа, Седриков син
- Ровена, саксонска принцеза, Седрикова штићеница
- Ателстан, саксонски племић, Седриков сродник
- Гурт, Седриков свињар
- Вамба, Седрикова дворска луда
- Освалд, Седриков пехарник
- Елгита, Ровенина дворска дама
- Албер Малвоазен, прецептор Темпелстова
- Филип Малвоазен, његов брат, Седриков сусед
- Хуберт, Филипов шумар
- Опат Емер, опат од Жорвоа
- Амброз, монах који га прати
- Бријан де Боа Гилбер, Темплар
- Болдвин, његов штитоноша
- Исак од Јорка, јеврејски лихвар
- Ребека, од Јорка, Исакова ћерка, лекарка и доброчинитељка
- Натан, рабин и лекар
- Краљ Ричард („Црни витез”)
- Кнез Џон, Ричардов брат
- Локсли, Робин Худ, одметник
- Реџиналд Фрон де Беф од Торквилстона, нормански господар древне саксонске тврђаве; Седриков сусед
- Морис де Браси, најамник
- Валдемар Фицурзе, саветник кнеза Џона, измишљени син Реџиналда Фицурзеа, убице Томаса Бекета
- Фратар Так, од Копманхерста
- Улрика, од Торквилстона, алијас Урфриде
- Лукас де Боманоар, велики мајстор Темплара
- Конрад Монтфичет, његов пратећи витез
- Хиг, сељак
- Кирјат Јаирам од Лестера, богати Јеврејин

## Стил
Критичари романа третирали су га као роман намењен углавном за децу. Ајванхо одржава многе елементе жанра витешког романа, укључујући потраге, витешко окружење и рушење корумпираног друштвеног поретка да би дошло до времена благостања. Други критичари тврде да роман ствара реалистичну и живу причу, не идеализујући ни прошлост ни свог главног јунака.

## Теме
Скот се бави темама сличним онима из неких његових ранијих романа, као што су Роб Рој и Срце Мидлотијана, истражујући сукоб између херојских идеала и модерног друштва. У потоњим романима, индустријско друштво постаје центар овог сукоба јер заостали шкотски националисти и „напредни” Енглези морају да се подигну из хаоса да би створили јединство. Слично томе, Нормани у Ајванхоу, који представљају софистициранију културу, и Саксонци, који су сиромашни, обесправљени и кивни на норманску владавину, удружују се и почињу да се обликују у један народ. Сукоб између Саксонаца и Нормана фокусира се на губитке које оба народа морају да претрпе пре него што се помире и тако формирају уједињену Енглеску. Посебан губитак је у екстремима њихових сопствених културних вредности, којих се морају одрећи да би друштво функционисало. За Саксонце, ова вредност је коначно признање безнадежности њиховог поновног преузимања престола. Нормани морају да науче да превазиђу материјализам и насиље у сопственим витешким кодексима. Ајванхо и Ричард представљају наду у помирење и уједињену будућност.
Ајванхо, иако племенитијег порекла од неких других ликова, представља осредњег протагонисту у средњовековном класном систему, који није изузетно изванредан у својим способностима, као што се очекује од других квазиисторијских фиктивних ликова, као што су грчки хероји. Критичар Ђерђ Лукач указује на осредње главне ликове попут Ајванхоа у другим романима Валтера Скота као на један од примарних разлога зашто Скотови историјски романи одступају од претходних историјских дела и боље истражују друштвену и културну историју.

## Историјске и географске алузије
Радња романа се одвија у јужном Јоркширу, северозападном Лестерширу и северном Нотингамширу у Енглеској. Замкови који се помињу у причи укључују замак Ашби де ла Зуш (сада рушевину), Јорк (иако је помињање Клифордове куле анахроно; тек касније је тако названа након разних реконструкција) и „Конингсбург”, који се заснива на замку Конисбро, у истоименом древном граду близу Донкастера. У роману, Емер је опат Жорвоа, велике опатије у Јоркширу. У причи се помиње и Јорк Минстер, где се одиграва венчање, као и бискуп од Шефилда, иако Шефилдска бискупија није постојала ни у време одвијања романа, ни у време када је Скот написао роман, и није основана до 1914. године.
Многе улице, школе и јавне зграде Конисброа назване по ликовима из романа.
Сер Валтер Скот је наслов свог романа, име његовог јунака, преузео из села Ајвингхо у Бакингемширу. Ајванхо је алтернативно име за Ајвингхо први пут забележено 1665. године. Највероватније је да је Скот имао директна сазнања о Ајвингхоу и да је спровео истраживања пре него што га је употребио као наслов за свој роман, као и за друга места поменута у роману.
Присуство сер Валтера Скота забележено је у Беркамстеду који је само 8 миља удаљен од Ајвингхоа. У роману говори и о „богатом феуду Ајванхоа”. Имање Ајванхо је наведено у највећих 20% насеља забележених у Књизи страшног суда.

### Утицај на легенду о Робину Худу
Модерна концепција Робина Худа као веселог, пристојног, патриотског бунтовника много дугује Ајванхоу.
„Локсли” постаје име Робина Худа у Скотовом роману и од тада је коришћено за легендарног одметника. Чини се да је Скот име преузео из анонимног рукописа – написаног 1600. године – који је користио „Локсли” као епитет за Робина Худа. Захваљујући Скотовој одлуци да искористи рукопис, Робин Худ из Локслија је за сва времена претворен у „Робина од Локслија”, алијас Робина Худа.
Скот саксонско-нормански сукоб из 12. века чини главном темом у свом роману. Оригиналне средњовековне приче о Робину Худу нису укључивале никакав сукоб између Саксонаца и Нормана; Скот је увео ову тему у легенду. Ликови у Ајванхоу називају кнеза Џона и краља Ричарда „Норманима”; савремени средњовековни документи из овог периода не помињу ни једног од ова два владара као Нормане.
Скот је такође избегавао приказ Робина из касног 16. века (ерла од Хунтингдона) као племића лишеног својих поседа.
То, међутим, није спречило Скота да да важан допринос и племенитом херојском делу легенде, јер неке касније филмске адаптације авантура Робина Худа дају Робину особине које су карактеристичне и за Ајванхоа. Најзначајнији филмови о Робину Худу су неми филм Дагласа Фербанкса из 1922, Авантуре Робина Худа из 1938. са Еролом Флином у насловној улози (који рецензент Френк Нуџент повезује посебно са Ајванхом), и Робин Худ: Краљ лопова са Кевином Костнером.
У већини верзија Робина Худа, и Ајванхо и Робин, на пример, су повратници из крсташких ратова. Били су у сукобу са својим очевима, поносни су што су Саксонци, показују осећај за правду, подржавају законитог краља иако је он норманско-француског порекла, вешти су са оружјем и обојица се заљубљују у „поштену слушкињу” (Ровена и Маријан).
Скот је популаризовао овај одређени временски оквир. Позајмио га је из списа хроничара Џона Мера из 16. века или из баладе из 17. века вероватно да би радњу свог романа учинио привлачнијом. Средњовековни баладери су Робина углавном смештали око два века касније у време владавине Едварда I, II или III.
Робинов познати подвиг расцепљивања стреле свог противника у стреличарству појављује се по први пут у Ајванхоу.

### Историјска тачност
Општи политички догађаји приказани у роману су релативно тачни; роман говори о периоду непосредно након заточеништва краља Ричарда у Аустрији након крсташког рата и о његовом повратку у Енглеску након што му је плаћен откуп. Ипак, прича је такође у великој мери фикционализована. И сам Скот је признао да је узео историјске слободе у својој посвети Ајванхоу. Савремени читаоци су упозорени да схвате да је Скотов циљ био да створи убедљив роман смештен у историјски период, а не писање историјске књиге.
Било је критика на рачун Скотовог приказа високог степена „непријатељства Саксонаца и Нормана, које је представљено као и даље актуелно у Ричардово време” као „неподржаног доказима историјских записа који чине основу приче”. Историчар Е. А. Фриман критиковао је Скотов роман, наводећи да је његов приказ саксонско-норманског сукоба у Енглеској касног дванаестог века неисторијски. Фриман је цитирао средњовековног писца Волтера Мапа, који је тврдио да су тензије између Саксонаца и Нормана умањене за време владавине Хенрија I. Фриман је такође цитирао књигу Dialogus de Scaccario Ричарда Фицнила из касног дванаестог века. Ова књига је тврдила да су се Саксонци и Нормани толико спојили кроз мешовите бракове и културолошку асимилацију да је (изван аристократије) било немогуће разликовати „једне од других”. На крају, Фриман је завршио своју критику Скота говорећи да су се до краја дванаестог века потомци и Саксонаца и Нормана у Енглеској називали „Енглезима”, а не „Саксонцима” или „Норманима”.
Међутим, Скот је можда намеравао да сугерише паралеле између норманског освајања Енглеске, око 130 година пре догађаја из романа, и преовлађујуће ситуације у Скотовој родној Шкотској (уније Шкотске са Енглеском 1707 – отприлике исто толико времена је протекло пре Скотовог писања и поновног оживљавања шкотског национализма). Неки стручњаци сугеришу да је Скот намерно користио Ајванхоа да илуструје сопствену комбинацију шкотског патриотизма и пробританског унионизма.
Роман је створио ново име на енглеском – Седрик. Првобитно саксонско име било је Сердик, али Скот га је погрешно написао.
У Енглеској 1194. године, било би мало вероватно да би се Ребека суочила са претњом да буде спаљена на ломачи због оптужби за вештичарство. Сматра се да је недуго затим, од 1250-их година, Црква почела да се бави налажењем и кажњавањем вештица, а смрт није постала уобичајена казна све до 15. века. Чак и тада, облик погубљења који се користио за вештице у Енглеској био је вешање, а спаљивање је било резервисано за оне који су такође осуђени за велеиздају. С друге стране, диригент суђења, велики мајстор Темплара, назван је Лукас де Боманоар, док се прави велики мајстор у то време звао Жилбер Орал. Постоје и друге разне мање грешке, нпр. опис турнира у Ашбију дугује више 14. веку, већина новчића које Скот помиње су егзотични, за Вилијама Риђег се каже да је био деда кнеза Џона, али је заправо био брат његовог прадеде, а Вамба (прерушен у монаха) каже „Ја сам сиромашан брат Реда Светог Фрање”, али је Фрања Асишки започео своју проповед тек десет година након смрти Ричарда I. Једном приликом, Боа Гилбер започиње борбу на свом коњу по имену Замор, за кога тврди да га је освојио од „султана трапезунтског”. Ово је анахроно, јер су Комнини основали Трапезунтско царство тек 1204. године, пред крај Четвртог крсташког рата. На крају, у последњем поглављу романа, Ребека, на питање Ровене да ли би остала у Енглеској са својом породицом или не, она каже да ће пратити свог оца Исака на његовом путу да проведе остатак живота под Мухамедом Боабдилом, краљем Гранаде. У ствари, прави Мухамед XII, популарно познат у западном свету као Боабдил, није ни рођен пре 1460. године, а Гранадски емират (највероватније еквивалент поменутом краљевству) основан је 1230. године.

## Пријем
Ајванхо је по објављивању наишао на позитивне реакције рецензената. Као и обично, Скотове дескриптивне моћи и његова способност да приближи ствари из прошлости су генерално хваљене. Велики део рецензента сматрао је да је дело посебно поетично. Неки од њих су се маштовито пренели у далеки период романа, иако су препознати неке проблеме: комбиновање обележја из високог и касног средњег века; неспретно креиран језик за дијалог; и преоптерећеност антикварностима. Ауторово прво дело смештено у Енглеској је генерално оцењено као успешно, а шумски одметници и стварање „веселе Енглеске” привукли су посебне похвале. Лик Ребеке је наишао на готово универзално дивљење, посебно у њеној опроштајној сцени. Радња је или критикована због своје слабости, или је само сматрана мање важном од сцена и ликова. Сцене у Торквилстону је неколико критичара оценило као ужасне, са посебним фокусом на Улрику. Ателстаново васкрсење такође није виђено са наклоношћу, а најљубазнији одговор био је онај Френсиса Џефрија у часопису Edinburgh Review који је сугерисао (пишући анонимно, као и сви рецензенти) да је „уведено из саме безобзирности весеља”.
Турнир у Еглинтону који је 1839. организовао 13. ерл од Еглинтона у замку Еглинтон у Ерширу, био је инспирисан Ајванхоом.
Дана 5. новембра 2019, BBC News уврстио је Ајванхоа на своју листу 100 најутицајнијих романа.

## Наслеђе
Железничка пруга која пролази кроз Ашби де ла Зуш била је позната као Ајванхо линија између 1993. и 2005. године, будући да се књига одвија на тој локацији.
Део насеља Силвер Лејк у Лос Анђелесу првобитно је било познат као Ајванхо, по имену које му је дао Хуго Рид, шкотски имигрант кога су валовита брда тог подручја подсећала на његов дом у Шкотској. Горњи резервоар и основна школа се и даље зову Ајвенхо, док многе улице у том подручју упућују на друга Скотова дела и ликове као што су Херкимер, Ровена, Кенилворт, Бен Ломонд, Хавик и Сент Џорџ.